# Huemul jižní
Huemul jižní (Hippocamelus bisulcus) je savec z čeledi jelenovitých, obývající horské oblasti Patagonie. Jeho blízkým příbuzným je huemul severní. Patří mezi ohrožené druhy, počet zbývajících jedinců ve volné přírodě se odhaduje na maximálně 1500 kusů.

## Popis
Huemul jižní dorůstá délky okolo 150 cm, výška v kohoutku činí asi 90 cm u samců a 80 cm u samic. Samci váží 90 kg, samice maximálně 80 kg. Projevem adaptace na drsné klima je zavalitější tělo a kratší končetiny než u jiných druhů jelenů (Allenovo pravidlo). Srst je hustá a šedohnědě zbarvená, samci mají černou kresbu na hlavě. Pouze samcům rostou parohy, které shazují na konci zimy.
Sdružuje se do stád, která mívají okolo deseti příslušníků a pravidelně migrují na nové pastviny, přičemž huemulové dobře šplhají a plavou. Samci se mezi sebou snášejí lépe než u většiny jelenovitých, byly pozorovány i skupiny tvořené více jedinci obou pohlaví. Obývají skalnatá území nad hranicí lesa, potravu tvoří barota, pabuk a další vysokohorské rostliny. Druh trpí ilegálním lovem, ztrátou původního biotopu v důsledku těžby nerostů i konkurencí introdukovaného jelena lesního. Dosud se nepodařilo rozmnožit huemula jižního v zajetí. V roce 2010 uzavřely Chile a Argentina dohodu o vzájemné spolupráci při ochraně tohoto druhu.
Huemul jižní je vyobrazen v chilském státním znaku, roku 2006 byl v Chile prohlášen za národní přírodní památku. Na jezeře Nahuel Huapi se nachází ostrov Isla Huemul. V roce 1948 zde byl spuštěn tajný Projekt Huemul, kdy prezident Juan Perón pověřil rakouského emigranta Ronalda Richtera vybudováním argentinského jaderného programu.

## Galerie

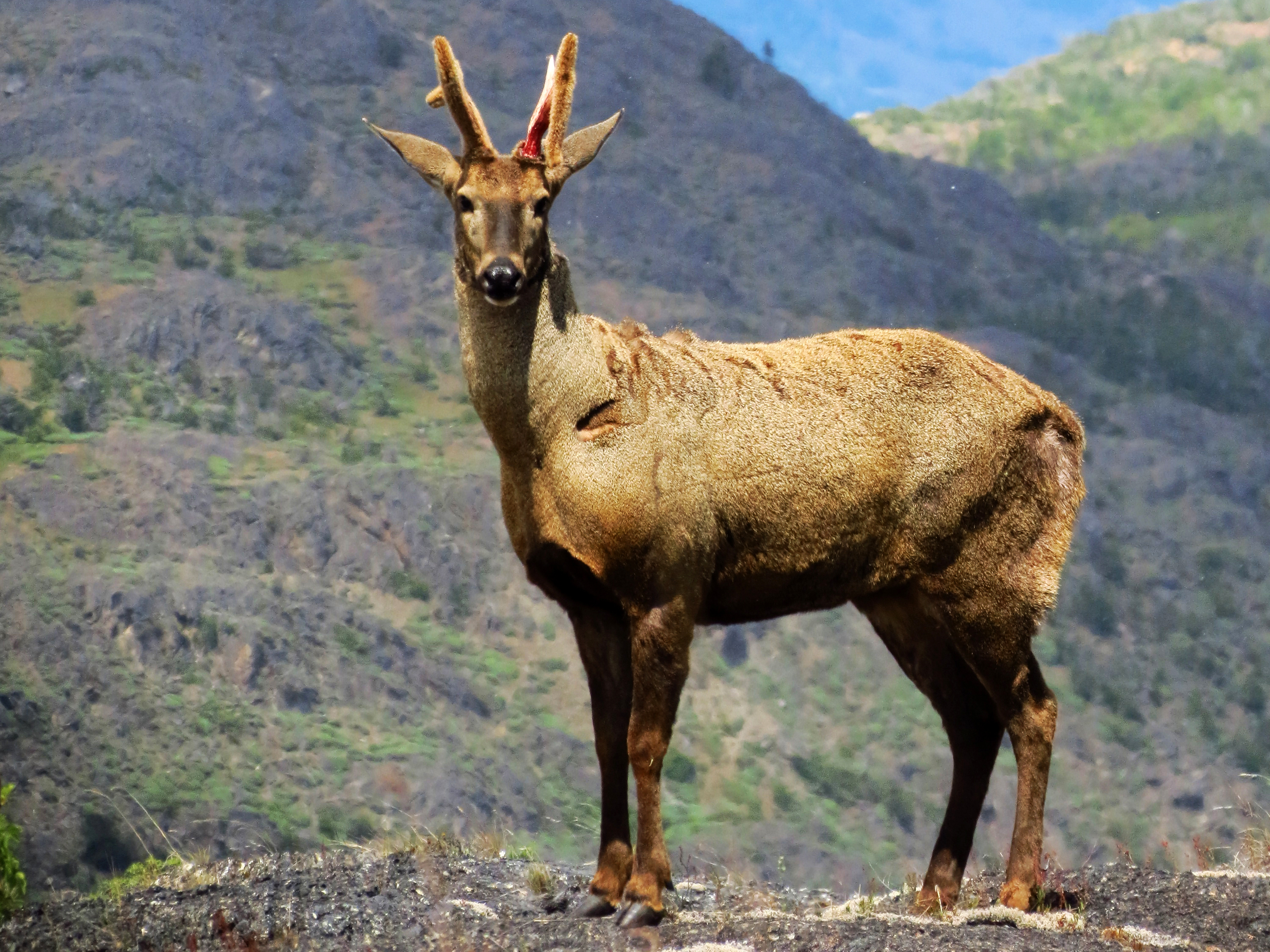
Hippocamelus bisulcus
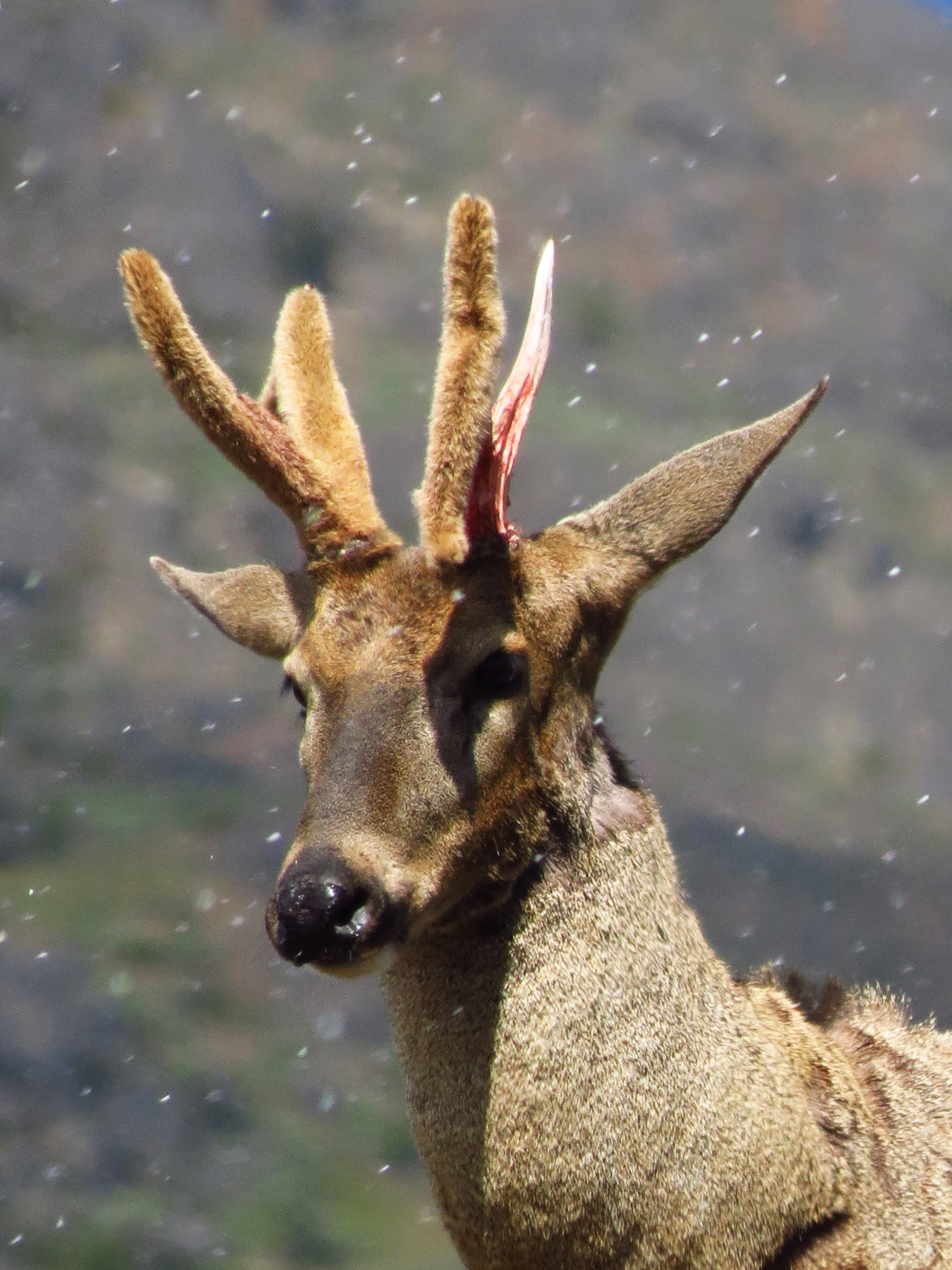
Hippocamelus bisulcus
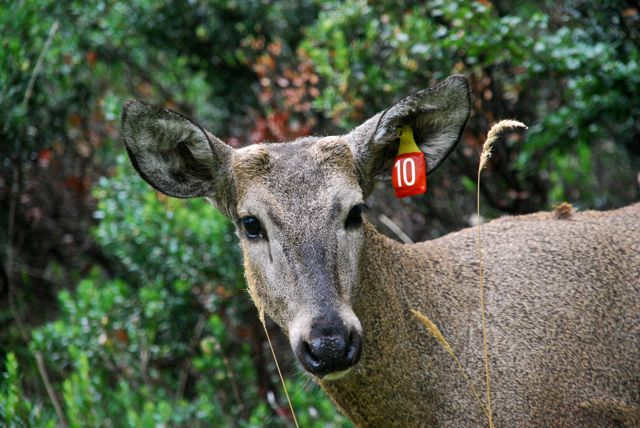
Hippocamelus bisulcus
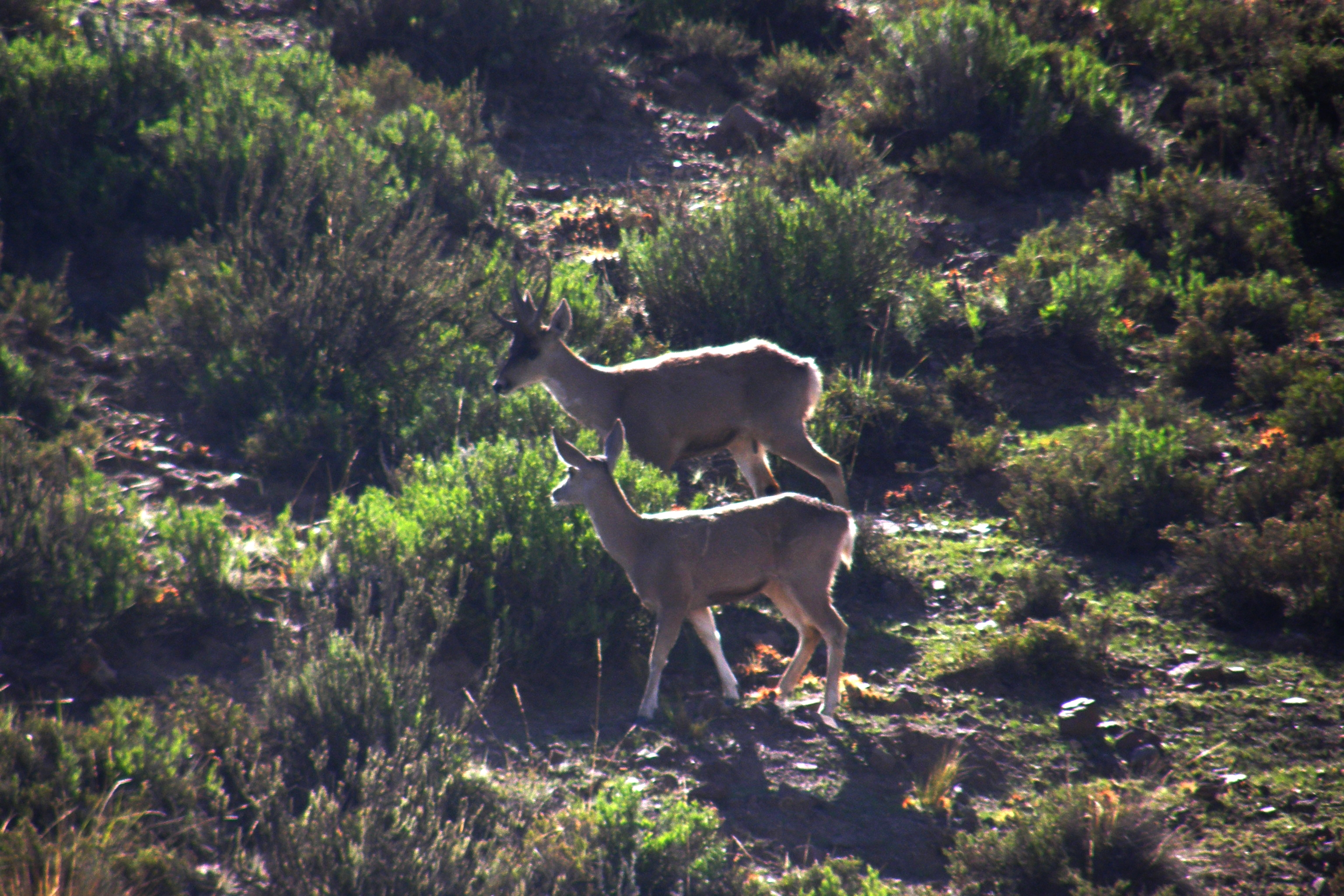
Hippocamelus bisulcus
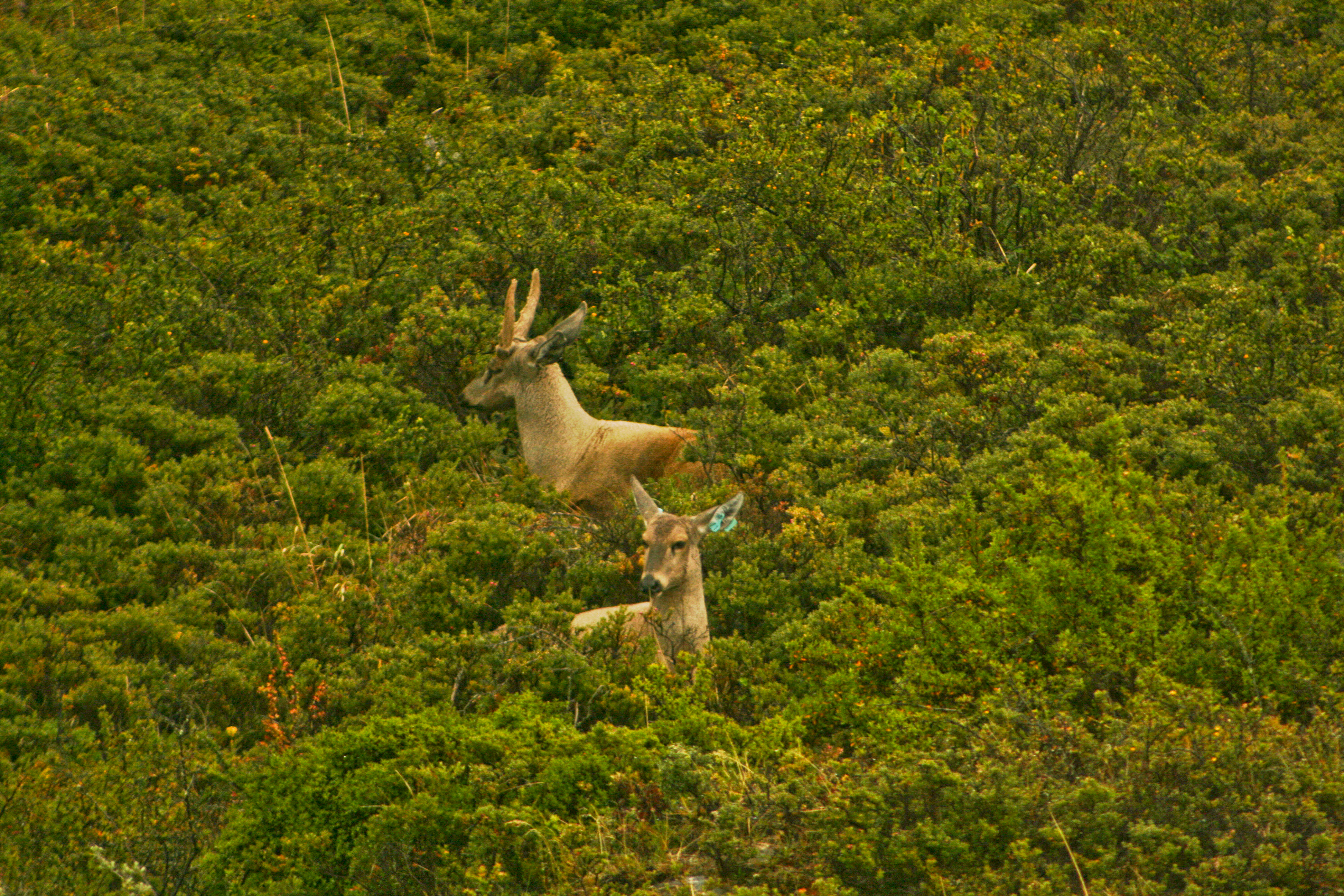
Hippocamelus bisulcus